# Celina Olszak
Celina Maria Olszak (ur. 1958) – polska ekonomistka, profesor nauk ekonomicznych, inżynier. Specjalizuje się badawczo w dyscyplinie nauki o zarządzaniu i jakości, w szczególności informatyce ekonomicznej. Rektor Uniwersytetu Ekonomicznego w Katowicach w kadencjach 2020–2024 oraz 2024–2028.

## Życiorys
Absolwentka Wydziału Informatyki i Zarządzania Politechniki Wrocławskiej, gdzie uzyskała tytuł zawodowy magister inżynier (1982). Z Uniwersytetem Ekonomicznym w Katowicach związana jest od 1985 roku. 18 listopada 1993 roku obroniła doktorat pod tytułem Generatory systemów wspomagania decyzji, 15 marca 2001 roku habilitowała się na podstawie dorobku naukowego i dysertacji zatytułowanej Zarys metodologii multimedialnych systemów wspomagania decyzji w zarządzaniu. 7 października 2010 roku Prezydent Rzeczypospolitej Polskiej nadał jej tytuł naukowy profesora nauk ekonomicznych. Objęła stanowisko profesora zwyczajnego w Kolegium Ekonomii Uniwersytetu Ekonomicznego w Katowicach, jako samodzielny pracownik nauki Katedry Informatyki Ekonomicznej, a także na Wydziale Nauk Społecznych i Technicznych Śląskiej Wyższej Szkole Zarządzania im. gen. Jerzego Ziętka w Katowicach, jako samodzielny pracownik nauki Katedry Informatyki.
W trakcie pracy zawodowej pełniła m.in. funkcje:
- Dziekana Wydziału Informatyki, Śląska Wyższa Szkoła Zarządzania w Katowicach (2003–2007)[1],
- Prodziekana ds. nauki Wydziału Ekonomii, Uniwersytet Ekonomiczny w Katowicach (2008–2016)[1],
- Wicedyrektora, Śląska Międzynarodowa Szkoła Handlowa w Katowicach (2004–2008)[8],
- Dziekana Wydziału Ekonomii, Uniwersytet Ekonomiczny w Katowicach (2016–2019)[1],
- Przewodniczącej Komitetu Naukowego Dyscypliny Nauki o Zarządzaniu i Jakości, Uniwersytet Ekonomiczny w Katowicach (2019–2020)[8].

Odbyła stypendia naukowe:
- Szwajcarii na Eidgenössische Technische Hochschule Zürich: 1989-1990[6]
- Deutscher Akademischer Austauschdienst na Universität Trier w Niemczech: 1996[6]

oraz brała udział w Programie imienia Mieczysława Bekkera realizowanym na Uniwersytecie Technologicznym w Sydney w Australii: 2019
Kierownik Katedry Informatyki Ekonomicznej w Kolegium Ekonomii UE w Katowicach.
Jest członkiem wielu organizacji i towarzystw naukowych, m.in.: członkiem Prezydium Konferencji Rektorów Akademickich Szkół Polskich – przewodniczącą komisji ds. Infrastruktury informatycznej, członkiem Komitetu Nauk Organizacji i Zarządzania Polskiej Akademii Nauk, Pays du Groupe De Visegrad, Canadian Centre of Science and Education, The American Research Foundation’s Centre for European and Middle Eastern Studies oraz Informing Science Institute.
Pełniła wiele funkcji w instytucjach i gremiach publicznych. Jest ekspertem i biegłym Narodowego Centrum Badań i Rozwoju. Została powołana do opracowania projektu strategicznego programu badań naukowych i prac rozwojowych w Polsce. Pełniła także funkcję eksperta Narodowego Centrum Nauki oraz T-AP Social Innovation. Była członkiem Zespołu ds. E-gospodarki i E-usług przy Urzędzie Marszałkowskim w Katowicach, członkiem Zespołu ds. Wdrażania i Monitoringu Strategii Rozwoju Społeczeństwa Informacyjnego Województwa Śląskiego.

## Praca naukowa
W swojej pracy naukowej zajmuje się zagadnieniami: projektowania i wdrażania systemów informacyjnych, Business Intelligence, big data, competitive intelligence, analiz biznesowych, planowania procesów biznesowych, e-usług, gospodarki elektronicznej, społeczeństwa informacyjnego, technologii informacyjno-komunikacyjnych w zarządzaniu, marketingu, logistyki, gospodarki opartej na wiedzy, twórczej i innowacyjnej organizacji, ICT we wspomaganiu twórczości organizacyjnej, systemów zarządzania relacjami z klientami, systemów pracy grupowej, sztucznej inteligencji w zarządzaniu.

## Monografie naukowe
- 2020: Business Intelligence and Big Data: drivers of organizational success. Taylor and Francis[12]
- 2018: Innowacyjna gospodarka, innowacyjne organizacje, innowacyjni ludzie. UE Katowice[12]
- 2017: Advances in Business ICT: New Ideas from Ongoing Research. Springer[12]
- 2017: Twórcza organizacja. Komputerowe wspomaganie twórczości organizacyjnej. CH Beck[12]
- 2015: Advances in ICT for business, industry and public sector. Springer[12]
- 2007: Strategie i modele gospodarki elektronicznej. PWN[12]
- 2007: Tworzenie i wykorzystywanie systemów Business Intelligence na potrzeby współczesnej organizacji. AE w Katowicach[12]
- 2004: Systemy e-commerce: technologie internetowe w biznesie. AE w Katowicach[12]
- 2003: Informatyka w zarządzaniu. AE w Katowicach[12]
- 2001: Zintegrowane systemy informatyczne w zarządzaniu. AE w Katowicach[12]

## Odznaczenia
- Złoty Krzyż Zasługi[6]
- Medal Komisji Edukacji Narodowej[6]
- Odznaka honorowa „Za Zasługi dla Finansów Publicznych Rzeczypospolitej Polskiej” (2023)[13]
- Złoty Laur Umiejętności i Kompetencji Regionalnej Izby Gospodarczej w Katowicach[14]